# Schwerin Hauptbahnhof
Schwerin Hauptbahnhof – główny dworzec kolejowy w Schwerinie, w kraju związkowym Meklemburgia-Pomorze Przednie, w NiemczechNa stacji znajdują się dwa perony wyspowe.